# Chlorid joditý
Chlorid joditý je interhalogen, v pevném stavu vytváří dimerní molekuly I2Cl6. Dimer se skládá ze čtyř terminálních a dvou můstkových atomů chloru, strukturu lze popsat vzorcem Cl2I(µ-Cl)2ICl2.
Lze jej připravit reakcí jodu s nadbytkem kapalného chloru při teplotě −70 °C. V tavenině je vodivý, což lze vysvětlit existencí disociace:
I2Cl6 ↔ ICl +
2  + ICl -
4 
Existence této rovnováhy byla potvrzena i strukturou některých solí, např. K[ICl2]·H2O nebo [ICl2][AlCl4].
Je to silné chlorační a oxidační činidlo, při kontaktu s organickým materiálem může vzplanout.